# Зелёные мясники
«Зелёные мясники» (дат. De grønne slagtere) — датский фильм 2003 года.

## Сюжет
Два мясника, Бьёрн и Свен, решают открыть собственную мясную лавку, чтобы прекратить сотрудничество со своим нынешним боссом, который их постоянно унижает. Они осуществляют эту задумку, но в день открытия лавки не приходит ни один клиент. В этот же день незадачливые бизнесмены случайно запирают в морозильной камере местного электрика, и обнаруживают его труп только утром.
В мясную лавку приходит бывший босс Бьёрна и Свена — Холгер. Он начинает издеваться над ними, называть неудачниками. Так же он говорит, что Свен не умеет готовить мясо… В отместку за эти слова Свен разделывает труп электрика и под видом куриного мяса продаёт часть Холгеру, который использует его для приготовления блюд на званый ужин.
Всем побывавшим на этом ужине мясо нравится. По городу быстро разносится слух о невиданном доселе деликатесе. Около лавки Бьёрна и Свена, которые объяснили специфический вкус мяса использованием фирменного маринада, выстраиваются очереди. К друзьям наконец приходит долгожданный успех. Но вскоре электрик «кончается», и перед ними встаёт вопрос: где же теперь брать сырьё, для изготовления столь полюбившегося горожанам блюда…

## Релиз и отзывы
Премьера фильма «Зелёные мясники» состоялась на датском кинофестивале NatFilm в марте 2003 года. Благодаря оригинальному сюжету, фильм быстро стал известен за пределами Дании, он участвовал в конкурсных программах Брюссельского кинофестиваля, кинофестиваля «Fantasporto». На ведущих веб-сайтах, собирающих обзоры и отзывы о кинофильмах, фильм «Зелёные Мясники» имеет в основном положительные оценки: так на Metacritic его балл составляет 54 из 100 возможных, на Rotten Tomatoes у него 63 % положительных оценок.

## В ролях
| Актёр           | Роль   |
| --------------- | ------ |
| Мадс Миккельсен | Свен   |
| Николай Ли Кос  | Бьёрн  |
| Бодил Йоргенсен | Тина   |
| Лине Крусе      | Астрид |
| Оле Теструп     | Холгер |